# Гусаково (Великолукский район)
Гусаково — деревня в Великолукском районе Псковской области России. Входит в состав сельского поселения «Успенская волость».
Расположена на правом берегу реки Раслица, в 28 км к юго-востоку от райцентра Великие Луки и в 16 км к северо-западу от волостного центра Успенское.

## Население
Численность населения деревни по состоянию на 2000 год составляла 25 жителей, на 2010 год — 26 жителей.

## История
До 2005 года деревня входила в состав ныне упразднённой Федорковской волости.